# 鄚州 (渤海国)
鄚州，渤海国时设置的州。
治所在奥喜（今黑龙江省哈尔滨市阿城区），为鄚颉府治所。辽朝时废。